# Maszta asz-Szalahima
Maszta asz-Szalahima (arab. مشتى الشلاهمة) – wieś w Syrii, w muhafazie Hama. W 2004 roku liczyła 326 mieszkańców.